# Zombik 3.
A Zombik 3. (eredeti cím: Zombies 3) 2022-es amerikai zenés film, amelyet Paul Hoen rendezett. A főbb szerepekben Milo Manheim, Meg Donnelly, Trevor Tordjman, Kylee Russell és Carla Jeffery látható.
Amerikában 2022. július 15-én mutatta be a Disney+. Magyarországon a Disney Channel 2022. október 29-én mutatta be.

## Cselekmény
Ez Zed és Addison utolsó éve a Seabrookban. A város végre elfogadta a szörnyeket Seabrook részeként, és biztonságos menedékké vált szörnyek és emberek számára egyaránt. Zed a küszöbön áll, hogy megkapja a futballösztöndíjat, és ő legyen az első zombi, aki valaha is főiskolára járt. Addison izgatottan várja, hogy a város vadonatúj "pompom pavilonjának" megnyitóját azzal ünnepelje, hogy a világ minden tájáról meghívja a pompom csapatokat, hogy egy nemzetközi pompom versenyen mérjék össze erejüket. A várost azonban megdöbbenti egy új, intergalaktikus kívülállókból álló csoport - az Idegenek - érkezése, akik megjelennek, hogy részt vegyenek a pompom versenyen. Seabrook szörnyei és emberei gyanakodni kezdenek, amikor rájönnek, hogy az idegenek talán többet akarnak, mint egy barátságos versenyt.

## Szereplők
| Szereplő           | Színész              | Magyar hang           | Leírás |
| ------------------ | -------------------- | --------------------- | --- |
| Zed Necrodopolis   | Milo Manheim         | Czető Roland          | 17 éves karizmatikus zombi, Addison barátja. Elfogadja, hogy a dolgok jobbra fordultak a Seabrook gimnáziumban, és reméli, hogy az első zombiként, aki a Mountain Collegeba járhat, futballösztöndíjat szerezhet.           |
| Addison Wells      | Meg Donnelly         | Csifó Dorina          | 17 éves elszánt pompomlány, Zed barátnője, aki szerint mindenkivel egyformán és kedvesen kell bánni. Belső harcban áll azzal, hogy meg akarja tudni, ki is ő valójában, és honnan származik.                                |
| Bucky Buchanan     | Trevor Tordjman      | Márkus Sándor         | A Seabrook gimnázium mindig túlságosan magabiztos diákbizottsági elnöke, akit az éltet, hogy mindenkit meghiúsít, aki ellophatná a dicsőségét. Ő Addison unokatestvére, és gyanakvó azokkal szemben, akik különböznek tőle. |
| Eliza Zambi        | Kylee Russell        | Pekár Adrienn         | Zed technikában jártas legjobb barátja és a józan ész hangja. Aktivista és lázadó a szíve mélyén. |
| Bree               | Carla Jeffery        | Lamboni Anna          | Egy pezsgő pompomlány a Seabrook gimnáziumban és Addison legjobb barátnője. |
| Willa Lykensen     | Chandler Kinney      | Bogdányi Titanilla    | A vérfarkasok vezetője és Wyatt húga. Erős, vad és védelmezi a falkáját. |
| Wyatt Lykensen     | Pearce Joza          | Szatory Dávid         | Egy jószívű vérfarkas, aki belezúgott Elizába. |
| Wynter Barkowitz   | Ariel Martin         | Staub Viktória        | Ő egészíti ki a vérfarkasfalkát, és Willa legjobb barátnője. Emellett a Seabrook gimnázium focicsapatának egyik erős tagja.                                                                                                 |
| A-Spen             | Terry Hu             | Csuha Bori            | Egy szuperintelligens, telepatikus földönkívüli, aki a Földre érkezve egy szokatlan érzelmet talál a véráramába jutni: Szerelmet.                                                                                           |
| A-Li               | Kyra Tantao          | Kardos Eszter         | A szintén szuperintelligens és telepatikus, öntörvényű A-Li sokkal intenzívebb életszemlélettel rendelkezik, mint földönkívüli társai.                                                                                      |
| A-Lan              | Matt Cornett         | Tóth Márk             | Az Alien trió másik tagja, A-Lan élvezi a versengést, különösen a Seabrook gimnázium kevésbé intelligens és kevésbé sportos diákjaival szemben.                                                                             |
| Zoey Necrodopolis  | Kingston Foster      | Kobela Kíra           | Zed húga. Imád szurkolni, és már fiatalon is átlát az emberek különbözőségén. |
| Bonzo              | James Godfrey        | Baráth István         | Zed és Eliza legjobb barátja és Bree barátja, egy reneszánsz zombi, aki szereti a zenét és a művészetet, és arany szíve van.                                                                                                |
| Anyahajó           | RuPaul (hang)        | Elek Ferenc           | egy "komikusan passzív-agresszív UFO", amely az idegeneket a Földre hozza. |
| Lacey              | Emilia McCarthy      | Hermann Lilla         | |
| Jacey              | Noah Zulfikar        | Bogdán Gergő          | |
| Stacey             | Jasmine Renee Thomas | Faluvégi Fanni        | |
| Zevon Necrodopolis | Tony Nappo           | Bede-Fazekas Szabolcs | Zed és Zoey apja. |
| Ms. Lee            | Naomi Snieckus       | Solecki Janka         | Seabrook gimnázium igazgatója. |
| Edző               | Jonathan Langdon     | Minárovits Péter      | Seabrook gimnázium edzője. |
| Dale Wells         | Paul Hopkins         | Fekete Ernő           | Addison emberi apja. |
| Missy Wells        | Marie Ward           | Erdős Borcsa          | Addison földönkívüli anyja. |

### Magyar változat
- Magyar szöveg: Boros Karina
- Hangmérnök: Bogdán Gergő
- Vágó: Kránitz Bence
- Gyártásvezető: Rába Ildikó
- Szinkronrendező: Dobay Brigitta
- Produkciós vezető: Máhr Rita

## A film készítése
2021. március 22-én bejelentették a harmadik filmet Zombik 3. címmel. A rendezői feladatokat Paul Hoen látta el, míg a produkciós cég a Bloor Street Productions volt. David Light, Joseph Raso, Suzanne Farwell és a Resonate Entertainment voltak a vezető producerek. A film forgatása 2021. május 31-én kezdődött Torontoban.
Kylee Russell a terhessége miatt nem tudott együtt forgatni a többi szereplővel; jeleneteit úgy valósították meg, hogy csak a torzóját mutatták meg a felvételeken, és egy robottest segítségével lép interakcióba a többi szereplővel.